# Burn-Up Excess
Burn-Up Excess è un anime televisivo diretto da Shinichiro Kimura ed originariamente scritto dal mangaka giapponese Oh! great. La serie di 13 episodi è stata realizzata tra il 1997 e il 1998 dalla AIC ed è il seguito di Burn-Up W, una miniserie OAV del 1996. In Italia è stata pubblicata da Yamato Video in tre DVD.

## Trama
Anno 2020. La protagonista dell'opera è Rio Kinezono, un'agente di polizia che fa parte del Team Warrior e che è costantemente alla ricerca di soldi a causa dei suoi molti debiti. Rio è un'esperta di arti marziali ed una combattente insuperabile. La serie narra le avventure dei membri del team Warrior, mentre si svela un misterioso complotto ai danni della città di Tokyo. Si tratta di una serie dal carattere decisamente comico con qualche scena d'azione e molte citazioni.

## Doppiaggio
| Personaggio        | Voce giapponese | Voce italiana       |
| ------------------ | --------------- | ------------------- |
| Rio Kinezono       | Yuka Imai       | Maura Cenciarelli   |
| Lilika Ebett       | Sakura Tange    | Ilaria Latini       |
| Maki Kawasaki      | Mami Kingetsu   | Laura Romano        |
| Maya Jingu         | Maya Okamoto    | Federica De Bortoli |
| Nanbel Candlestick | Yuri Amano      | Monica Ward         |
| Yuji Naruo         | Ryōtarō Okiayu  | Corrado Conforti    |

## Colonna Sonora
Sigla di apertura
- Mami Kanzuki - Show Time

Sigla di chiusura
- Kanako Tsuruta - Future Dream

## Episodi
| Nº | Titolo italiano Giapponese 「Kanji」 - Rōmaji                                                             | In onda          | In onda |
| Nº | Titolo italiano Giapponese 「Kanji」 - Rōmaji                                                             | Giapponese       |         |
| 1  | EXCESS 1: L'intervento dei Warrior 「WARRIOR出動」 - WARRIOR shutsudou                                    | 12 dicembre 1997 |         |
| 2  | EXCESS 2: Via con la biancheria! 「下着でGO!」 - Shitagi de GO!                                           |                  |         |
| 3  | EXCESS 3: Dal deserto con amore 「砂漠より愛をこめて」 - Sabaku yori ai wo komete                         |                  |         |
| 4  | EXCESS 4: Il padrino assoluto 「極道ファーザー」 - Gokudō Fāzā                                            |                  |         |
| 5  | EXCESS 5: Una Idol non dorme mai 「アイドルは眠れない…」 - Aidoru wa nemurenai...                         |                  |         |
| 6  | EXCESS 6: Rio: Violenta! Brava! Al verde! 「ランボ! ブラボ―! 利緒ビンボ―!」 - Ranbo! Buraboo! Rio binboo! |                  |         |
| 7  | EXCESS 7: Una breve vacanza 「ショ―ト・バケ―ション」 - Shooto Bakeeshon                                   |                  |         |
| 8  | EXCESS 8: Il rapimento di Nanbel 「ナンベル誘拐事件」 - Nanberu Yūkai Jiken                               |                  |         |
| 9  | EXCESS 9: Slam Tank (prima parte) 「スラム・タンク（前編）」 - Suramu Tanku (zenpen)                      |                  |         |
| 10 | EXCESS 10: Slam Tank (seconda parte) 「スラム・タンク（後編）」 - Suramu Tanku (kōhen)                    |                  |         |
| 11 | EXCESS 11: Attenti ai Mechacop 「メカコップに御用心」 - Mekakoppu ni goyoujin                             |                  |         |
| 12 | EXCESS 12: Un invito dal passato 「過去からの招待状」 - Kako kara no shoutaijou                           |                  |         |
| 13 | EXCESS 13: Palcoscenico di commiato 「訣別のラストステ―ジ」 - Ketsubetsu no Rasuto Suteeji                | 1º luglio 1998   |         |